# Austrolebias nigripinnis
Austrolebias nigripinnis és un peix d'aigua dolça de la família dels rivúlids i de l'ordre dels ciprinodontiformes, endèmic del riu Paraná que corre pels territoris del Brasil, Paraguai i l'Argentina.
Poden assolir els 7 cm de longitud total.